# Rosa Maria Serio
Rosa Maria Serio, O. Carm. (6. srpna 1674 Ostuni – 9. května 1726 Fasano) byla italská řeholnice, karmelitánka a mystička.

## Život
Narodila se 6. srpna 1674 v Ostuni jako dcera lékaře Antonia a Francescy Spennati. Pokřtěna byl se jménem Romana.
Dne 1. října 1690 vstoupila se svou sestrou do noviciátu karmelitánek ve Fasanu. Právě v této době se zde tvořila komunita sester, které byly původně terciářky bosých karmelitánů. Již během noviciátu zažívala první mystické zážitky. V komunitě vykonávala ty nejskromnější práce. Pracovala v kuchyni, poté jako vrátná, ošetřovatelka a později jako pokladnice.
Dne 30. května 1684 jí při jednom z mystických zážitků na hlavu dopadla ohnivá koule, která spálila část jejího závoje a vtiskla jí do hrudi tvar srdce. Na těchto místech jí zůstaly krvavé rány. V těžkých chvílích ji utěšovala budoucí světice Marie Magdalena de' Pazzi. Převorka kláštera ji pověřila prací, která ji odváděla od trápení a bolesti. Roku 1701 se stala novicmistrovou. Vinila se za nedostatky svých svěřených sester a činila za ně pokání, dokonce i veřejně.
Roku 1724 byla v pouhých 28 letech zvolena převorkou kláštera. Poskytovala materiální i duchovní pomoc sestrám i obyvatelům Fasana. Byla obdařena mystickými dary. Podle dobových svědectví ráda hrála na kytaru, zpívala a tančila.
Zemřela 9. května 1726.

## Proces svatořečení
Proces byl zahájen roku 1721 a 22. září 1741 ji papež Benedikt XIV. prohlásil ctihodnou.